# Нозилья, Чезаре
Чезаре Нозилья (итал. Cesare Nosiglia; род. 5 октября 1944, Россильоне, королевство Италия) — итальянский прелат. Титулярный епископ Викторианы и вспомогательный епископ Рима с 6 июля 1991 по 6 октября 2003. Архиепископ ad personam с 19 июля 1996. Архиепископ—епископ Виченцы с 6 октября 2003 по 11 октября 2010. Архиепископ Турина с 11 октября 2010 по 19 февраля 2022.